# HD 57573
HD 57573，又名BD-22 1823，SAO 173517、HR 2799，是一颗恒星，视星等为6.61，位于銀經236.54，銀緯-4.13，其B1900.0坐标为赤經7h 16m 38.6s，赤緯-22° -4.13′ 46″。